# Chentouf
Chentouf (în arabă شنتوف) este o comună din provincia Aïn Témouchent, Algeria.
Populația comunei este de 2.940 de locuitori (2010).